# Bat Out of Hell III: The Monster Is Loose
| 전문가 평가     | 전문가 평가 |
| 평가 점수       | 평가 점수   |
| 출처            | 점수        |
| --------------- | ----------- |
| AllMusic        | [ 1 ]       |
| The Guardian    | [ 2 ]       |
| The Independent | [ 3 ]       |
| Q               | [ 4 ]       |
| Rolling Stone   | [ 5 ]       |

《Bat Out of Hell III: The Monster Is Loose》는 미국의 록 가수 미트 로프의 아홉 번째 스튜디오 음반이자, 《Bat Out of Hell》 3부작의 세 번째이자 마지막 음반이다. 이 음반은 《Bat Out of Hell》 (1977년) 이후 29년 만인 2006년 10월 20일 아일랜드에서, 《Bat Out of Hell II: Back into Hell》 (1993년) 이후 13년 만에 발매되었다. 2006년 10월 23일 영국에서, 2006년 10월 31일 미국에서 발매되었다.
데스몬드 차일드가 프로듀싱한 이 음반은 짐 스타인먼이 프로듀싱에 참여하지 않은 유일한 《Bat Out of Hell》 음반이다. 이 음반은 미트 로프와 스타인먼 사이에 법적 분쟁이 발생했으며, 그는 "Bat Out of Hell"이라는 문구를 상표로 등록하고 이 문구를 사용하지 못하도록 시도했다. 결국 스타인먼이 다양한 다른 프로젝트를 위해 작곡한 7곡이 포함되었다.

## 제작
미트 로프는 마이클 베인혼이 음반을 프로듀싱한다고 발표했지만 데스몬드 차일드가 지휘봉을 잡았다. 그는 차일드가 자신이 짐 스타인먼 옆에 앉아 있다고 생각하게 만드는 말을 할 것이라고 보도했다. 차일드는 모인 뮤지션들의 분위기를 조성하기 위해 슬립낫 CD를 연주하며 녹음 세션을 시작했다. 투어 밴드인 네버랜드 익스프레스의 뮤지션들 외에도 여러 게스트 연주자가 음반에 참여했다. 미트 로프는 "록 연주자만 데려오고 싶었던 것이 아니라 익스트림 록 피플에 가고 싶었다"고 말하며 "다른 두 《Bat Out of Hell》의 손길을 모두 담은 음반이지만 록 음반에 가깝다"고 말했다. 차일드는 음반 작업 중 가장 기억에 남는 경험 중 하나는 〈Bad for Good〉에서 연주한 브라이언 메이와 함께 작업한 것이라고 말했다. 음반에는 존 5, 스티브 바이, 존 섕크스의 게스트 공연도 포함되어 있다.

## 커버 아트 및 책자
이 커버는 이전 두 음반 《Bat Out of Hell》의 스타일을 따른다. 줄리 벨이 커버와 소책자 가사와 함께 등장하는 커버 아트를 디자인했다. 또한 〈It's All Coming Back to Me Now〉 싱글의 커버 아트도 제공했다. 커버에는 두 번째 커버에서 긴 머리를 가진 바이커가 거대한 박쥐와 싸우는 모습이 담겨 있으며, 같은 커버의 천사는 파괴된 기둥 뒤에 숨어 있다. 첫 번째 두 《Bat Out of Hell》 음반과 마찬가지로 이번에는 데스몬드 차일드와 함께 커버에 짐 스타인먼의 작곡이 수록되어 있다.
소책자에는 노래 가사가 모두 포함되어 있으며, 대부분의 페이지에는 작은 삽화가 그려져 있다. CD 라이너에는 "30년간의 우정과 영감을 바탕으로 《Bat Out of Hell III》는 스타인먼에게 헌정되었다"라는 헌정 문구가 담겨 있다.

## 곡 목록
| #   | 제목                                                         | 작사·작곡                                  | 재생 시간 |
| --- | ------------------------------------------------------------ | ------------------------------------------ | --------- |
| 1.  | 〈The Monster Is Loose〉                                     | 존 5, 데스몬드 차일드, 니키 식스           | 7:12      |
| 2.  | 〈Blind as a Bat〉                                           | 차일드, 제임스 마이클                      | 5:51      |
| 3.  | 〈It's All Coming Back to Me Now (with 마리온 라븐)〉        | 짐 스타인먼                                | 6:05      |
| 4.  | 〈Bad for Good (Feat. 브라이언 메이)〉                       | 스타인먼                                   | 7:33      |
| 5.  | 〈Cry Over Me〉                                              | 다이앤 워런                                | 4:40      |
| 6.  | 〈In the Land of the Pig, the Butcher Is King〉              | 스타인먼                                   | 5:38      |
| 7.  | 〈Monstro〉                                                  | 엘레나 카살스, 차일드, 홀리 나이트         | 1:39      |
| 8.  | 〈Alive〉                                                    | 차일드, 나이트, 마이클, 안드레아 레만다    | 4:22      |
| 9.  | 〈If God Could Talk〉                                        | 차일드, 마르티 프레데릭센                  | 3:46      |
| 10. | 〈If It Ain't Broke, Break It〉                              | 스타인먼                                   | 4:50      |
| 11. | 〈What About Love? (with 패티 루소)〉                        | 차일드, 프레데릭센, 존 그레고리, 러스 어윈 | 6:03      |
| 12. | 〈Seize the Night〉                                          | 스타인먼                                   | 9:46      |
| 13. | 〈The Future Ain't What It Used to Be (with 제니퍼 허드슨)〉 | 스타인먼                                   | 7:54      |
| 14. | 〈Cry to Heaven〉                                            | 스타인먼                                   | 2:22      |

## 인증
| 국가                       | 인증     | 판매량/출하량 |
| -------------------------- | -------- | ------------- |
| 오스트레일리아 (ARIA)      | 골드     | 35,000^       |
| 캐나다 (뮤직 캐나다)       | 골드     | 50,000^       |
| 덴마크 (IFPI Danmark)      | 골드     | 20,000^       |
| 독일 (BVMI)                | 골드     | 100,000^      |
| 스위스 (IFPI 스위스)       | 골드     | 15,000^       |
| 영국 (BPI)                 | 플래티넘 | 300,000^      |
| 미국 (RIAA)                | 골드     | 500,000^      |
| ^출하량을 기반으로 한 인증 |          |               |